# T-Online

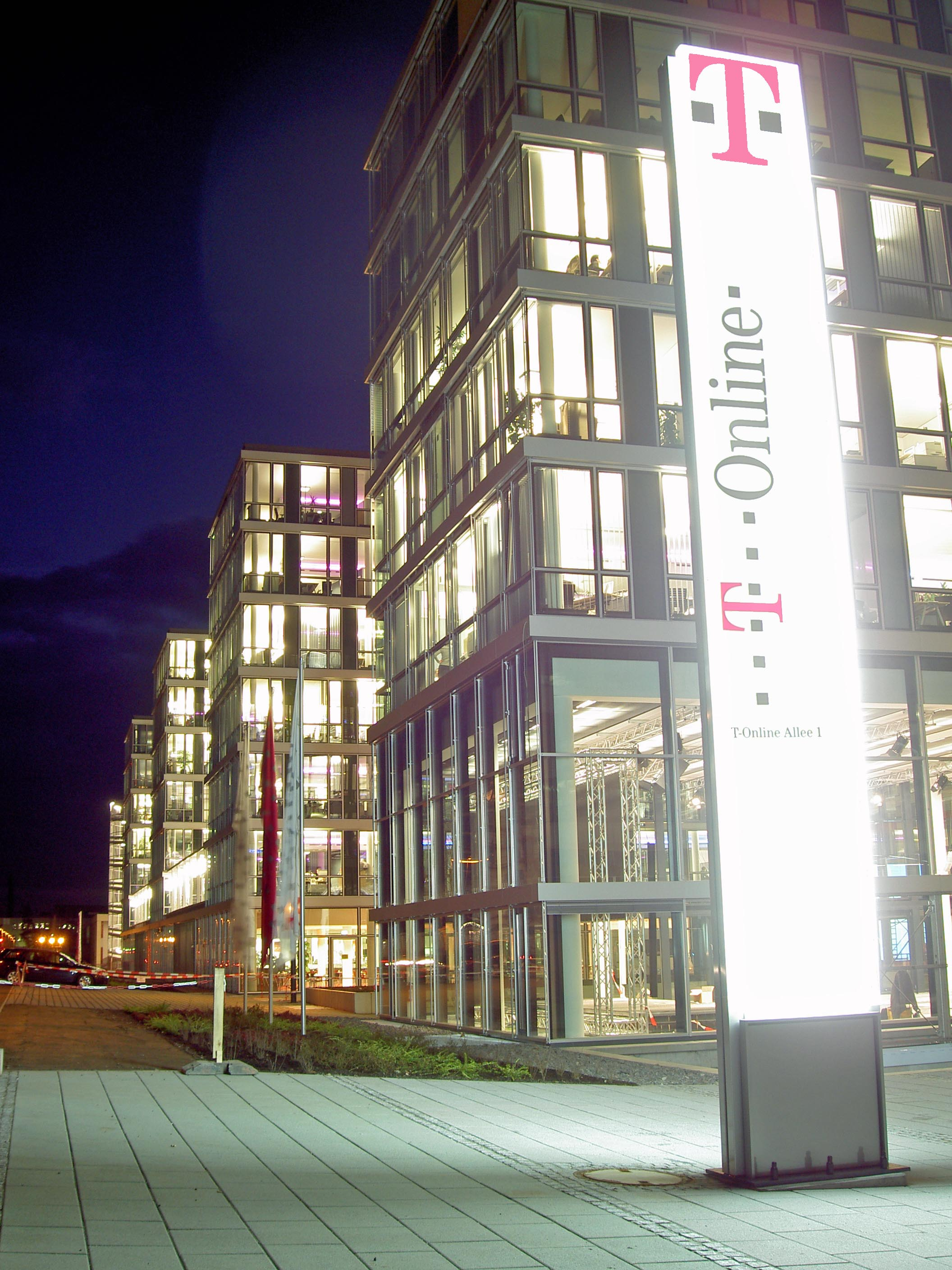
Seu a Darmstadt

Logotip històric de T-Online 1995 al 25 de març de 2019

T-Online, filial de Deutsche Telekom, amb seu a Darmstadt és el més gran Proveïdor d'Internet d'Alemanya.
Les accions de T-Online cotitzen a la Deutsche Börse. T-Online ha utilitzat les marques "Ya.com" a Espanya i "Terravista" a Portugal. A Àustria i Suïssa, es fa servir la marca T-Online. Als Estats Units, la societat té la seva filial T-Mobile USA. La filial Francesa Club internet ha estat venuda el maig del 2007 a Neuf Cegetel. Els dos grups han obtingut l'autorització de les autoritats de la competència el juny del 2007 per finalitzar l'operació. T-Online va vendre Ya.com (Espanya) el juny del 2007 a France Telecom, que opera amb la marca Orange Espanya.